# La visita della vecchia signora
La visita della vecchia signora (Der Besuch der alten Dame) è il titolo di un dramma di Friedrich Dürrenmatt scritto nel 1955 ed è una fra le sue opere più conosciute. L'opera tratta i temi della vendetta, della colpa individuale e collettiva, dell'onnipotenza del denaro e della corruzione morale collettiva.
Il dramma si svolge nell'immaginaria cittadina di Güllen (“letamaio” in svizzero-tedesco), villaggio che fu un centro culturale di primo piano, ma in pochi decenni decadde in una situazione di abbandono e di crisi socio-economica.

## Trama
All'inizio dell'azione la città sta preparando le celebrazioni per l'arrivo di Claire Zachanassian, un tempo cittadina di Güllen e ora multimiliardaria, tornata a visitare il paese natio. Claire Zachanassian giunge nel paese con suo marito (durante lo spettacolo ne cambierà diversi, che Dürrenmatt suggerisce siano interpretati sempre dallo stesso attore) e con un seguito a dir poco grottesco. Dopo alcuni convenevoli, annuncia ai concittadini la vera ragione della sua visita: in gioventù rimase incinta dalla relazione avuta con il fidanzato Alfredo III, che però negò la paternità e corruppe due ubriaconi perché dichiarassero in tribunale di aver avuto rapporti con Claire Zachanassian.
La ragazza venne cacciata con disonore dal villaggio e bollata come prostituta. Dopo aver accumulato uno straordinario patrimonio con una serie di fortunati matrimoni, offre un miliardo di franchi a Güllen per l'omicidio di Alfredo III, che negli anni era diventato uno dei cittadini più stimati della città. Gli abitanti rifiutano energicamente, ma iniziano presto ad acquistare beni costosi a credito, anche dal negozio dello stesso Alfredo III, come se si aspettassero l'arrivo di nuove risorse nel futuro.
Alfredo III se ne rende conto ed inizia ad allarmarsi. Gli abitanti di Güllen iniziano lentamente ma inesorabilmente a mutare il loro atteggiamento di sostegno a suo favore. Diventa presto ovvio che l'unica strada per sostenere un tale livello di indebitamento è la sua morte. Inizialmente ciascuno sembra sperare che avvenga qualche incidente. Claire Zachanassian da parte sua attende soltanto che gli abitanti prendano la loro decisione (scommette che anche la giustizia può essere comprata e che gli abitanti cederanno).
L'epilogo le dà ragione. Anche l'ultimo baluardo dell'etica, il preside della scuola, cede. In un'ambigua assemblea popolare Alfredo III viene ucciso collettivamente, mentre il Borgomastro dichiara che giustizia è finalmente stata fatta. Mentre Claire Zachanassian consegna l'assegno ai cittadini, il tono cupo dell'opera cambia divenendo quasi farsesco. Ironicamente è proprio Claire Zachanassian a sembrare la meno soddisfatta per una vendetta attesa così a lungo.

## Temi principali
Nonostante l'autore sottolinei spesso che La visita è da interpretare principalmente come una commedia, è difficile ignorare il tono cupo ed oscuro di moltissimi passaggi, e l'angoscia crescente di un Alfredo Ill braccato come un animale (il paragone è infatti con una pantera). Il fondamentale messaggio sottostante l'opera è che nella moderna società capitalistica il denaro può ottenere ogni cosa, come si evince dall'arrivo di Claire Zachanassian che, promettendo ricchezze, induce le persone ad odiare e persino ad uccidere, e si abusa del concetto di giustizia, distorcendolo in modo grottesco,  tema che Dürrenmatt affronta in molti suoi lavori.
Piero Raffa, prendendo in esame Il dono di Clara Zachanassian dal punto di vista etico, dopo aver rilevato «il carattere astratto e disumano di quella razionalità e la sua sostanziale irrazionalità etica», analizzando il linguaggio della commedia di Dürrenmatt ne evidenzia «la continuità rispetto al primo Brecht. (...) I caratteri essenziali di questo linguaggio sono: 1) soggettività discorsiva; 2) paradossalità provocatoria; 3) nihilismo pedagogico».

## Prima rappresentazione originale
La prima rappresentazione originale ebbe luogo allo Schauspielhaus di Zurigo il 29 gennaio 1956, con la celebre attrice tedesca Therese Giehse nel ruolo della protagonista Claire Zachanassian.

## L'opera in musica
Dürrenmatt trasformò in seguito il dramma in un libretto per musica. La partitura fu scritta dal compositore austriaco Gottfried von Einem. L'opera in 3 atti, con il medesimo titolo, andò in scena per la prima volta alla Staatsoper di Vienna il 23 maggio 1971, con la mezzosoprano Christa Ludwig e il baritono Eberhard Waechter nei ruoli dei protagonisti, sotto la direzione di John Pritchard. (Della rappresentazione esiste una registrazione in 2 CD dell'etichetta Orpheo, con i medesimi interpreti).
La pièce è stata inoltre il soggetto dell'ultimo musical del team creativo composto dal compositore John Kander e del paroliere Fred Ebb. Il musical, intitolato The Visit e su libretto di Terrence McNally, ebbe una lunga gestazione e dopo il debutto a Chicago nel 2001 fu rimaneggiato a lungo prima di debuttare a Broadway nel 2015. The Visit rimase in cartellone al Lyceum Theatre di Broadway dal marzo al giugno 2015 con la regia di John Doyle e un cast che annoverava Chita Rivera e Roger Rees nei ruoli rispettivamente di Claire Zachanassian e Alfredo III.

## Prima rappresentazione italiana
- Regia di Giorgio Strehler, scene e costumi di Luciano Damiani, musiche di Fiorenzo Carpi, interpreti principali: Tino Buazzelli, Tino Carraro, Bruno Cattaneo, Ottavio Fanfani, Sarah Ferrati (nel ruolo della protagonista), Gabriella Giacobbe, Ezio Marano, Andrea Matteuzzi, Franco Moraldi, Gigi Pistilli, Roberto Pistone, Enzo Tarascio, Piccolo Teatro di Milano, 31 gennaio 1960.

## Edizione originale
- Der Besuch der alten Dame. Eine tragische Komödie (con postfazione dell'Autore). Verlag der Arche, Zürich, 1956. (Nuova versione: Diogenes, Zürich, 1980 e 1998).

## Edizione italiana
- La visita della vecchia signora, trad. Aloisio Rendi, Einaudi (collezione di teatro n. 312), 1ª ed. 1989.